# Labeobarbus caudovittatus
Labeobarbus caudovittatus és una espècie de peix pertanyent a la família dels ciprínids.

## Descripció
- Fa 80 cm de llargària màxima.[2][3]

## Hàbitat
És un peix d'aigua dolça, bentopelàgic i de clima tropical (24 °C-27 °C).

## Distribució geogràfica
Es troba a Àfrica: Burundi, la República Democràtica del Congo, Tanzània i Zàmbia, incloent-hi els rius Congo i Ruzizi, i els llacs Mweru i Tanganyika.

## Observacions
És inofensiu per als humans.